# Ilex goshiensis
{{#ifeq:0|0|{{#if:Ilex goshiensis|{{#if:|[[]}}|[[]]}}}}
Ilex goshiensis — вид квіткових рослин з родини падубових.

## Морфологічна характеристика
Це вічнозелений кущ чи дерево до 12 метрів заввишки. Кора сіро-бура. Гілочки тонкі, запушені; гілочки третього року поздовжньо-зморшкуваті; гілочки поточного року поздовжньо-ребристі. Прилистки запушені, верхівково загострені. Ніжка листка 4–8 мм, адаксіально (верх) поздовжньо широко і неглибоко борозенчаста, запушена. Листова пластина коричнево-зелена коли висихає з обох поверхонь, адаксіально злегка блискуча, широко-еліптична або субромбічно-еліптична, 3–5 × 1.5–2.5 см, абаксіально дрібно чорно залозисто точкова, адаксіально гола, крім середньої жилки, край цільний, верхівка різко коротко загострена, кінчик тупий і загнутий. Плід кулястий, ≈ 4 мм у діаметрі. Квітне та плодить у серпні — жовтні.

## Поширення
Ареал: пд.-сх. Китай, Хайнань, Тайвань, Японія. Населяє густі ліси.